# Ahmed Assiri (football)
Pour les articles homonymes, voir Ahmed Al-Assiri.
Ahmed Hassan Assiri, né le 14 novembre 1991 à Djeddah, est un footballeur international saoudien. Il évolue au poste de défenseur au sein du club d'Al-Ittihad.

## Carrière
Ahmed Assiri est formé au club d'Al-Ittihad de Djeddah en Arabie saoudite dont il intègre l'équipe fanion en 2010. Il profite de cette opportunité pour remporter son premier trophée, la King Cup of Champions. L'année suivante, il continue de découvrir l'univers professionnel et devient un titulaire indiscutable au sein de la défense du club lors de la saison 2012-2013.
Le 6 février 2013, il obtient ses galons d'international avec la sélection nationale d'Arabie saoudite dans le cadre des éliminatoires de la Coupe d'Asie des nations 2015. Il entre en effet sur la pelouse au cours du match qui oppose son pays à la Chine, en lieu et place de Taisir Al-Jassim.

## Palmarès
- Vainqueur de la King Cup of Champions en 2011
- Vainqueur de la Coupe d'Arabie saoudite en 2017